# Munroeodes australis
Munroeodes australis är en fjärilsart som beskrevs av Munroe 1964. Munroeodes australis ingår i släktet Munroeodes och familjen Crambidae. Inga underarter finns listade i Catalogue of Life.